# Carlazzo
Carlazzo (lombardul: Carlasc vagy Carlazz) település Olaszországban, Lombardia régióban, Como megyében. Lakosainak száma 3175 fő (2023. január 1.). Carlazzo Bene Lario, Corrido, Cusino, Grandola ed Uniti, Porlezza, San Bartolomeo Val Cavargna, San Nazzaro Val Cavargna és Val Rezzo községekkel határos.

## Népesség
A település népességének változása:
| Lakosok száma | 3165 | 3162 | 3175 |
|               | 2017 | 2018 | 2023 |